# A3 (автомагистраль, Германия)
Автомагистраль A3 (нем. Bundesautobahn 3, сокр. Autobahn 3 или A3) — автомагистраль в Германии. Автомагистраль начинается на границе ФРГ с Нидерландами недалеко от Вессель и заканчивается на границе с Австрией в Пассау, переходя в австрийское шоссе А8.
Соединяет между собой Рейнско-Рурский регион и южную часть Германии, проходя около городов Оберхаузен, Дуйсбург, Леверкузен, Кёльн, Висбаден, Франкфурт, Нюрнберг и Регенсбург.
Автомагистраль проходит в непосредственной близости от аэропорта Франкфурт-на-Майне.

## История
Первые планы строительства северной секции автомагистрали между Оберхаузеном и Эммерих-ам-Райн под названием англ.  «Holland line» появились в 1936 году.